# Hedera azorica
Hedera azorica är en araliaväxtart som beskrevs av Elie-Abel Carrière. Hedera azorica ingår i släktet Hedera och familjen Araliaceae. Inga underarter finns listade.